# Кубок Лаосу з футболу 2022
Кубок Лаосу з футболу 2022 — (також відомий як Коммандо Кубок Федерації футболу Лаосу) 13-й розіграш кубкового футбольного турніру у Лаосі. Титул володаря кубка вдруге поспіль здобув Янг Елефантс.

## Календар
| Раунд        | Дата           | Матчі | Клуби |
| ------------ | -------------- | ----- | ----- |
| Перший раунд | 3 серпня 2022  | 3     | 7 → 4 |
| 1/2 фіналу   | 24 серпня 2022 | 2     | 4 → 2 |
| Фінал        | 28 серпня 2022 | 1     | 2 → 1 |

## Перший раунд
| Команда 1     | Рахунок | Команда 2    |
| ------------- | ------- | ------------ |
| 3 серпня 2022 |         |              |
| Армія Лаосу   | 1:3     | Янг Елефантс |
| Луанг Прабанг | 1:2     | Мастер 7     |
| В'єнгчан      | 3:5     | Езра         |

## 1/2 фіналу
| Команда 1      | Рахунок | Команда 2 |
| -------------- | ------- | --------- |
| 24 серпня 2022 |         |           |
| Чампасак       | 2:3     | Мастер 7  |
| Янг Елефантс   | 2:1     | Езра      |

## Фінал
| 28 серпня 2022 11:00 (EEST) |

| Янг Елефантс                       | 2:1 дч   | Мастер 7            |
| ---------------------------------- | -------- | ------------------- |
| Лукас Пауліста 85' Дуангмайті 113' | Протокол | Кулібалі 18' (пен.) |

| Новий Лаоський національний стадіон, В'єнтьян |